# Belle e gemelle
Belle e gemelle (titolo originale: Im Brautkleid meiner Schwester , letteralmente: "Nell'abito da sposa di mia sorella") è un film TV tedesco del 2012, diretto da Florian Froschmayer e che ha per protagonisti Alissa Jung e David Rott. Nel cast figurano inoltre Pasquale Aleardi, Ronald Nitschke, Gitta Schweighöfer e Laura Osswald.
In Germania, il film è andato in onda per la prima volta il 14 febbraio 2012 sull'emittente Sat 1. In Italia fu trasmesso per la prima volta da Raidue venerdì 20 giugno 2014.

## Trama[3][5][7][8]
Amburgo: dopo la morte di sua madre, Sina viene a sapere non solo di essere stata adottata, ma anche di essere stata sottratta illegalmente ai veri genitori poco dopo la sua nascita.
Effettuando delle ricerche, riesce a scoprire che i suoi veri genitori vivono a Berlino e si chiamano Frank ed Irene Dahrendorf. Scopre anche di avere una sorella gemella di nome Sophie, che è identica a lei.
Decide così di partire per Berlino, dove si presenta davanti a Sophie.
Sophie è in procinto di sposarsi con David, ma ha ancora una storia in sospeso con l'ex-fidanzato Xavier, che le propone di raggiungerla a Parigi a pochi giorni dal matrimonio. Sophie chiede così alla gemella di sostituirla, tanto nessuno si sarebbe accorto della differenza, almeno sul piano fisico.
Durante l'assenza di Sophie, Sina frequenta così David e gli amici della sorella. Soltanto l'amica di Sophie, Mara, si accorge che in realtà si tratta della gemella di Sophie e decide di aiutarla, per coprire l'amica.
A Parigi, intanto, Sophie cede alle lusinghe di Xavier e trascorre una notte di passione con lui. Nel frattempo, all'addio al nubilato, Sina si scopre attratta da David.
Arriva quindi il giorno del matrimonio, ma Sophie si trova ancora a Parigi e avvisa così Sina di non essere certa di riuscire ad arrivare in tempo per le nozze.

## Distribuzione
- Im Brautkleid meiner Schwester (Germania/titolo originale)
- Une robe de mariée pour deux (Francia)[6]
- Belle e gemelle (Italia)[3][7]
- Separadas al nacer (Spagna)[6]